# Ma vie avec Liberace
Pour plus de détails, voir Fiche technique et Distribution.
Ma vie avec Liberace (Behind the Candelabra) est un téléfilm dramatique américain de Steven Soderbergh produit par HBO et diffusé en 2013.
Avant sa diffusion télévisée aux États-Unis, il est sélectionné dans la compétition officielle du festival de Cannes 2013, ; il est l'un des rares téléfilms de l'histoire du festival à concourir pour la Palme d'or (après la sélection controversée du moyen métrage À toute allure de Robert Kramer, produit par l'INA, en 1982, et de Moi, Peter Sellers de Stephen Hopkins, produit par HBO, en 2004). Il fait également l'ouverture du festival du cinéma américain de Deauville 2013. Hormis aux États-Unis, Ma vie avec Liberace est distribué en salles dans de nombreux pays, notamment en Europe.

## Synopsis
Durant l'été 1977, le jeune Scott Thorson (en), dresseur de chiens, entre dans la loge du célèbre pianiste Liberace. Malgré leur différence d'âge et leurs origines sociales opposées, les deux hommes entament une liaison secrète. Cette relation, souvent orageuse, dure cinq ans.

## Fiche technique
- Titre original : Behind the Candelabra
- Titre français et québécois : Ma vie avec Liberace
- Réalisation : Steven Soderbergh
- Scénario : Richard LaGravenese, d'après la biographie Behind the Candelabra: My Life With Liberace de Scott Thorson et Alex Thorleifson
- Musique : Marvin Hamlisch
- Direction artistique : Howard Cummings
- Décors : Patrick M. Sullivan Jr.
- Costumes : Ellen Mirojnick
- Photographie : Steven Soderbergh (crédité en tant que Peter Andrews[4])
- Montage : Steven Soderbergh (crédité en tant que Mary Ann Bernard[4])
- Production : Jerry Weintraub
- Société de production : HBO Films
- Sociétés de distribution : HBO (États-Unis, télévision), ARP Sélection (France, cinéma)
- Pays de production :  États-Unis
- Langue originale : anglais
- Format : couleur - 35 mm - 1,78:1 - son Dolby numérique
- Genre : drame biographique
- Durée : 118 minutes
- Dates de sortie et diffusion[5] :
  - France : 21 mai 2013 (festival de Cannes 2013 - compétition officielle) ; 18 septembre 2013 (sortie nationale)
  - États-Unis : 26 mai 2013 (diffusion sur HBO)

## Distribution

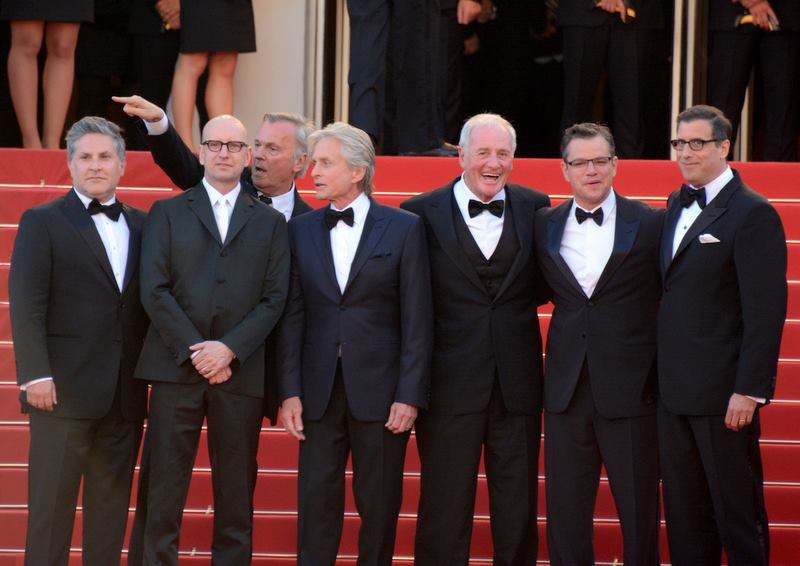
L'équipe du film au festival de Cannes 2013

- Michael Douglas (V. F. : Bernard Alane) : Wladziu Valentino « Lee » Liberace
- Matt Damon (V. F. : Rémi Bichet) : Scott Thorson (en)
- Dan Aykroyd (V. F. : Patrick Bethune) : Seymour Heller (en)
- Scott Bakula (V. F. : Pierre-François Pistorio) : Bob Black
- Rob Lowe (V. F. : Emmanuel Curtil) : Dr. Jack Startz
- Tom Papa (en) (V. F. : Bertrand Liebert) : Ray Arnett (en)
- Paul Reiser (V. F. : Philippe Vincent) : M. Felder
- Mike O'Malley (V. F. : Gérard Darier) : Tracy Schnelker
- Debbie Reynolds (V. F. : Denise Metmer) : Frances Liberace
- Cheyenne Jackson : Billy Leatherwood
- Boyd Holbrook (V. F. : Rémi Caillebot) : Cary James
- Nicky Katt (V. F. : Thierry Buisson) : M. Y
- Garrett M. Brown (V. F. : Patrick Raynal) : Joe Carracappa
- Eddie Jemison : le second assistant réalisateur
- Josh Meyers : l'avocat de Liberace
- Bruce Ramsay : Carlucci

Source et légende : Version française (V. F.) sur RS Doublage et sur AlloDoublage

## Production

### Développement

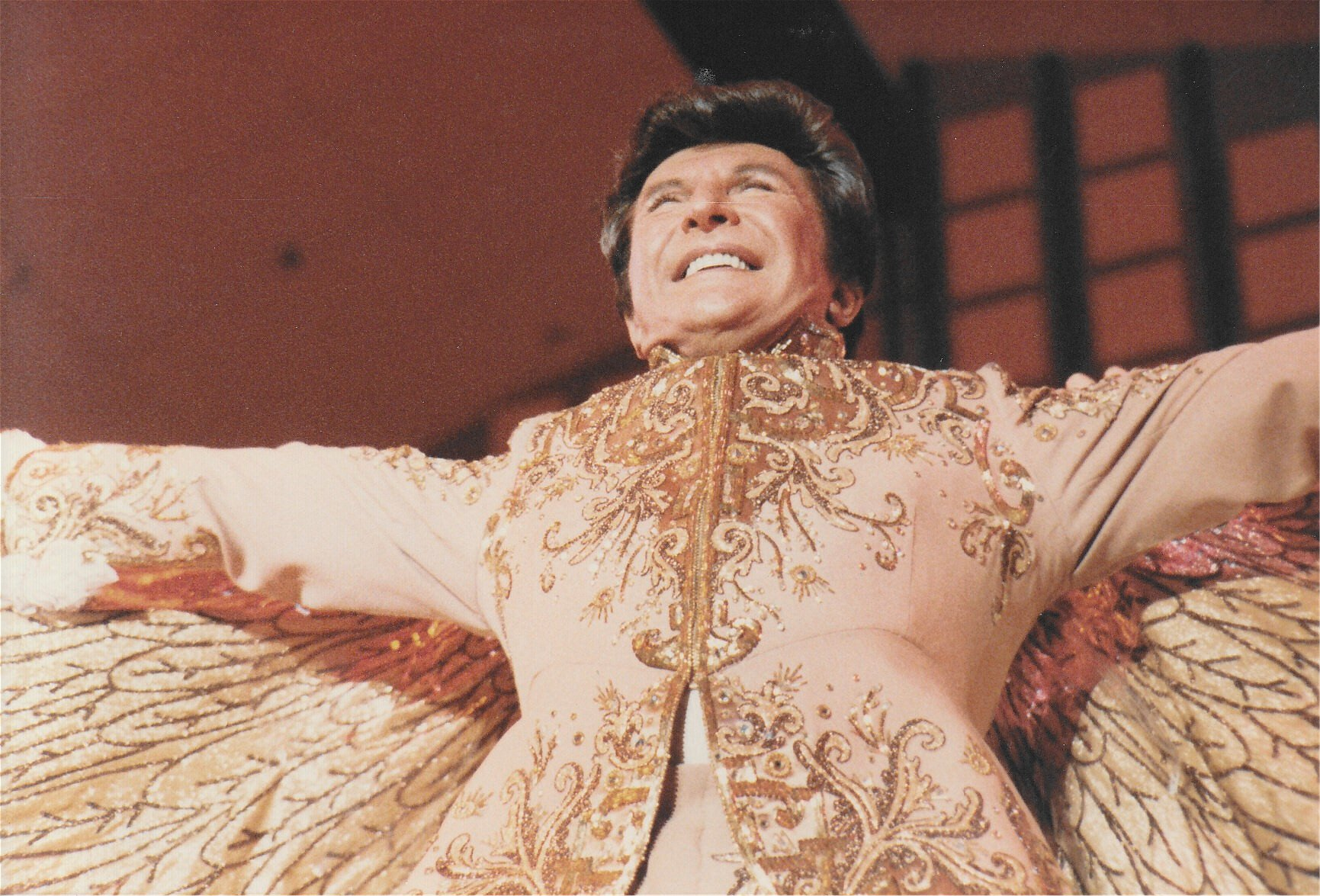
Liberace en 1983

Étant fan de Liberace, Steven Soderbergh souhaite faire un film sur lui. Cependant, il peine à trouver un « angle d'attaque » pour ce projet : « Je me sentais bloqué. Je ne voulais pas faire un biopic classique, mais je ne savais pas comment aborder le sujet. Quand j'en ai parlé à un ami écrivain, il m'a conseillé de lire le livre de Scott Thorson, Behind the Candelabra. J'ai trouvé le titre génial ("Derrière le candélabre"), je l'ai lu et ça m'a totalement débloqué, de me concentrer sur une période bien définie de sa vie ».
Steven Soderbergh contacte alors le producteur Jerry Weintraub, avec lequel il a collaboré sur Ocean's Eleven (2001) et ses suites. Jerry Weintraub est convaincu par l'idée de faire un film sur le célèbre pianiste : « j'ai connu Liberace, que je trouvais extraordinaire et très en avance sur son temps. Et puis, quand Steven s'intéresse à quelque chose, ça m'interpelle tout de suite parce que c'est mon réalisateur préféré ».

### Attribution des rôles
Steven Soderbergh propose le rôle principal à Michael Douglas, qu'il a déjà dirigé pour Traffic (2001) et Piégée (2012). L'acteur est alors très surpris : « Steven m'a demandé à brûle-pourpoint si j'avais déjà envisagé de jouer Liberace. J'ai cru qu'il se fichait de moi ». Steven Soderbergh continue « Je ne sais pas ce qui m’a pris ! Mais Michael s'est aussitôt lancé dans une imitation à l'improviste que j'ai trouvée excellente ».
Steven Soderbergh choisit ensuite Matt Damon pour incarner l'amant de Liberace, Scott Thorson. L'acteur a déjà travaillé sur 6 autres films du réalisateur : Ocean's Eleven, Ocean's Twelve, Ocean's Thirteen, Che, 2e partie : Guerilla, The Informant! et Contagion. Steven Soderbergh retrouve un autre habitué : Eddie Jemison (Schizopolis, trilogie Ocean's Eleven et The Informant!). Scott Bakula, qui incarne ici Bob Black, jouait également dans The Informant!.
Debbie Reynolds, qui incarne ici la mère de Liberace, était une amie proche du showman de son vivant. C'est également sa dernière apparition à l'écran.

### Tournage
Le tournage s'est déroulé à Las Vegas ainsi qu'en Californie (Palm Springs, Los Angeles et Santa Clarita).

## Accueil

### Accueil critique
Ma vie avec Liberace a rencontré un accueil critique favorable, recueillant 95 % d'avis positifs d'opinions favorables pour 104 critiques sur le site Rotten Tomatoes et une note moyenne de 8.2⁄10, basée sur 30 commentaires, sur le site Metacritic.
Peter Bradshaw du journal britannique The Guardian donne au film la note de 4/5 : « une comédie noire, un portrait d'une célébrité esseulée, Behind the Candelabra est très stylé et efficace, Damon et Douglas livrent des performances extrêmement divertissantes. »
En France, Ma vie avec Liberace obtient un accueil similaire à celui des pays anglophones, avec une note moyenne de 4⁄5 attribuée par le site Allociné à partir de l'interprétation de 28 critiques de presse.

### Audience et box-office
Non sorti en salles aux États-Unis car jugé « trop gay » par les producteurs hollywoodiens qui ont refusé de le produire, Ma vie avec Liberace a été diffusé à la télévision le 26 mai 2013 sur la chaîne HBO. Il rencontre un succès d'audience, puisqu'il est regardé par 2 millions de téléspectateurs, chiffre qui grimpe jusqu'à 3,5 millions de téléspectateurs en ajoutant la rediffusion qui suit, faisant ainsi la meilleure audience de la chaîne depuis 2004,.
Ma vie avec Liberace sort au cinéma dans de nombreux pays, particulièrement en Europe. Il totalise 13 352 609 $. En France, il enregistre 248 868 entrées.

## Distinctions

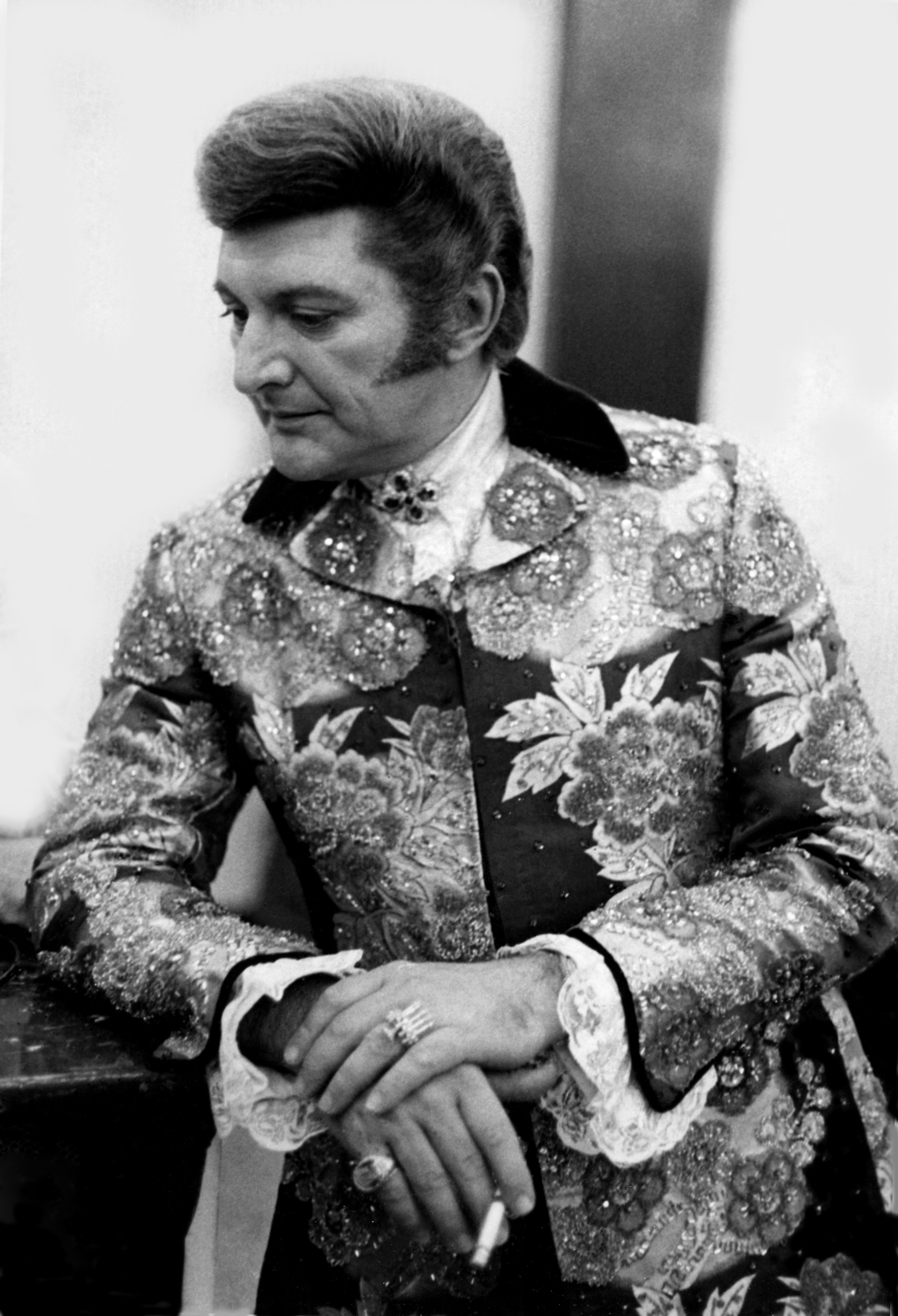
Liberace en 1968.

### Récompenses
- Festival de Cannes 2013 : Palme dog pour Baby Boy[18] (sélection officielle)
- Critics' Choice Television Awards 2013 :
  - Meilleure mini-série ou du meilleur téléfilm
  - Meilleur acteur dans une mini-série ou un téléfilm pour Michael Douglas
- Primetime Emmy Awards 2013 :
  - Meilleure mini-série ou du meilleur téléfilm pour Jerry Weintraub
  - Meilleure réalisation pour Steven Soderbergh
  - Meilleur acteur pour Michael Douglas
- Casting Society of America Awards 2013 : meilleure distribution
- Directors Guild of America Awards 2014 : meilleur réalisateur de mini-série ou de téléfilm pour Steven Soderbergh
- Golden Globes 2014 :
  - Meilleure mini-série ou meilleur téléfilm
  - Meilleur acteur pour Michael Douglas
- Producers Guild of America Awards 2014 : meilleurs producteurs de mini-série ou de téléfilm pour Susan Ekins, Gregory Jacobs, Michael Polaire et Jerry Weintraub
- Screen Actors Guild Awards 2014 : meilleur acteur pour Michael Douglas
- Satellite Awards 2014 : meilleur acteur pour Michael Douglas
- American Cinema Editors Awards 2014 : meilleur montage d'une mini-série ou téléfilm
- Costume Designers Guild 2014 : meilleurs costumes pour un téléfilm ou mini-série

### Nominations et sélections
- Festival de Cannes 2013 : en compétition pour la Palme d'or
- Festival du film de Sydney 2013 : sélection « Features »
- Critics' Choice Television Awards 2013 : Meilleur acteur dans une mini-série ou un téléfilm pour Matt Damon
- Festival du cinéma américain de Deauville 2013 : hors compétition, sélection « Premières »
- Primetime Emmy Awards 2013 :
  - Meilleur acteur pour Matt Damon
  - Meilleur acteur dans un second rôle pour Scott Bakula
  - Meilleur scénario pour Richard LaGravenese
- British Academy Film Awards 2014[19] :
  - Meilleur acteur dans un second rôle pour Matt Damon
  - Meilleur scénario adapté pour Richard LaGravenese
  - Meilleurs décors pour Howard Cummings
  - Meilleurs costumes pour Ellen Mirojnick
  - Meilleurs maquillages et coiffures pour Kate Biscoe et Marie Larkin
- Golden Globes 2014 :
  - Meilleur acteur pour Matt Damon
  - Meilleur acteur dans un second rôle pour Rob Lowe
- London Film Critics Circle Awards 2014 : meilleur acteur pour Michael Douglas
- Satellite Awards 2014 :
  - Meilleure mini-série ou téléfilm
  - Meilleur acteur pour Matt Damon
- Screen Actors Guild Awards 2014 : meilleur acteur pour Matt Damon
- Producers Guild of America Awards 2014 : meilleure mini-série ou téléfilm

## Doublage français
Exceptionnellement, dans ce film, Michael Douglas, Matt Damon et Scott Bakula ne sont pas doublés par les interprètes habituels (respectivement Patrick Floersheim, Damien Boisseau et Guy Chapellier). Ainsi, c'est Bernard Alane qui s'occupe de la voix de Douglas, Rémi Bichet celle de Damon et Pierre-François Pistorio celle de Bakula. Quant à Dan Aykroyd, il est doublé pour la première fois par Patrick Béthune, qui succède ainsi à Richard Darbois, ce dernier ayant cessé tout doublage de cet acteur (exception faite de SOS Fantômes : L'Héritage en 2021).